# Cardenales de Lara
Uniformes
Les Cardenales de Lara sont un club vénézuélien de baseball évoluant en Ligue vénézuélienne de baseball professionnel. Fondé le 5 novembre 1942, le club compte quatre titres de champion du Venezuela.
L'Estadio Antonio Herrera Gutiérrez est le domicile des Cardinals de Lara, avec une capacité de 20 450 personnes (toutes assises) et est située à l'ouest de la ville de Barquisimeto.

## Palmarès
- Champion du Venezuela (4) : 1990-1991, 1997-1998, 1998-1999, 2000-2001
- Vice-champion du Venezuela (8) : 1975-1976, 1979-1980, 1980-1981, 1981-1982, 1983-1984, 1989-1990, 1995-1996, 2007-2008